# Moscow (Maine)
Pour les articles homonymes, voir Moscow.
La ville de Moscow est située dans le comté de Somerset, dans l’État du Maine, aux États-Unis. Sa population s’élevait à 512 habitants lors du recensement de 2010, estimée à 516 habitants en 2012.

## Source
- (en) Cet article est partiellement ou en totalité issu de l’article de Wikipédia en anglais intitulé « Moscow, Maine » (voir la liste des auteurs).